# Zwierzyn
Zwierzyn è un comune rurale polacco del distretto di Strzelce-Drezdenko, nel voivodato di Lubusz.
Ricopre una superficie di 100,98 km² e nel 2004 contava 4 444 abitanti.